# West Plains
West Plains is een plaats (city) in de Amerikaanse staat Missouri, en valt bestuurlijk gezien onder Howell County.

## Demografie
Bij de volkstelling in 2000 werd het aantal inwoners vastgesteld op 10.866.
In 2006 is het aantal inwoners door het United States Census Bureau geschat op 11.592, een stijging van 726 (6,7%).

## Geografie
Volgens het United States Census Bureau beslaat de plaats een oppervlakte van
32,1 km², waarvan 32,0 km² land en 0,1 km² water. West Plains ligt op ongeveer 280 m boven zeeniveau.

## Geboren
- Dick Van Dyke (1925), komiek en acteur
- Porter Wagoner (1927-2007), countryzanger

## Plaatsen in de nabije omgeving
De onderstaande figuur toont nabijgelegen plaatsen in een straal van 36 km rond West Plains.